# Sune Rudnert
Sune Bertil Ingvar Rudnert, född 17 mars 1938 i Malmö, död där 7 september 2007, var en svensk målare, grafiker och skulptör. Han var även filosofie doktor i konsthistoria. 
Rudnert studerade vid Konstskolan Forum i Malmö 1970–1973 och på Konsthögskolan i Stockholm samt akvarellmålning för Arne Isacsson. Separat ställde han ut ett flertal gånger bland annat på Smålands museum i Växjö Galleri Saskia i Helsingfors, Gävleborgs länsmuseum och i SDS-hallen i Malmö. Han medverkade även i ett stort antal samlingsutställningar arrangerade av Limhamns konstförening, Skånes konstförening  och Skånska konstnärsklubben samt i olika grupputställningar bland annat på Liljevalchs konsthall, Malmö konsthall och Karlskoga konsthall samt i några biennaler och triennaler. Bland hans offentliga arbeten märks utsmyckningar för Adolfsbergsskolan i Helsingborg, Malmö allmänna sjukhus, Karolinska sjukhuset i Stockholm samt ett porträtt av Kulla-Gulla för Sveriges Television dessutom renoverade han Gösta Adrian-Nilssons väggmålningar i Lund. Han tilldelades Ellen Trotzigs stipendium 1974 och 1985, Malmö kommuns kulturstipendium 1974. Kiruna kommuns kulturstipendium 1975 och Arvidsjaurs kulturstipendium 2001. Hans konst består av detaljrika naturalistiska landskap med surrealistiska inslag. Rudnert finns representerad vid bland annat Moderna museet, Malmö museum, Smålands museum, Skissernas museum, Statens konstråd och Malmö konserthus samt i ett flertal landsting och kommuner. Han är begravd på Limhamns kyrkogård.